# Joods Museum van België
Het Joods Museum van België, in het centrum van Brussel, heeft een vaste verzameling van voorwerpen die tot de joodse gebruiken behoren en in eerste instantie afkomstig zijn uit Europa, Azië en Afrika, en dateren vanaf de 18e eeuw. Het best vertegenwoordigd zijn voorwerpen die afkomstig zijn uit de streek ten oosten van de Rijn en de landen rond de Middellandse Zee.
Het Joods Museum van België telt een goede 750 judaica, 1.250 kunstwerken, 20.000 foto's, 5.000 aanplakbiljetten en voorts cd's, langspeelplaten en cassettes.
Het Joods Museum bevat zes thematische bibliotheken met in totaal 25.000 werken en uitgaven van verschillende aard, waaronder werken in het Jiddisch en het Hebreeuws, werken van Joodse kunstenaars, geschiedkundige en genealogische werken.

## Locatie
Het Joods Museum van België is gevestigd in een monumentaal gebouw in eclectische stijl uit 1900 van de hand van architect 0. Flaneau. Op deze locatie bevond zich voorheen het herenhuis van Brussels advocaat en ULB-oprichter Pierre-Théodore Verhaegen, dat eind 19de eeuw plaatsmaakte voor het huidige pakhuis.  Tot aan de Eerste Wereldoorlog was het in gebruik door de Deutsche Schule, een voormalige school voor Duitstalig onderwijs in Brussel. Later werd het gebouw eigendom van het Algemeen Rijksarchief, in 2005 werd hier uiteindelijk het Joods Museum in geopend. 
In november 2020 werd bekendgemaakt dat het gebouw grondig zou worden gerenoveerd en uitgebreid tot zes verdiepingen. Tegen 2025 zouden de verbouwingen afgerond moeten zijn.

## Aanslag
Op 24 mei 2014 kwamen bij een aanslag op bezoekers en medewerkers van het museum vier mensen om het leven. Het ging om twee Israëlische toeristen en een Française. Het vierde slachtoffer werd zwaargewond afgevoerd naar het ziekenhuis en overleed op 6 juni. Het museum heropende op 14 september 2014.